# Unioninakseli
L'axe de l'union (finnois : Unioninakseli) est une rue des quartiers Kallio, Kluuvi, Kruununhaka et Ullanlinna d'Helsinki en Finlande.

## Présentation
L'axe de l'union est la suite des rues suivantes : Kopernikuksentie, Unioninkatu, (Pitkäsilta), Siltasaarenkatu.
La rue Kopernikuksentie est une rue tranquille d'une centaine de mètres de long entre l'église allemande et l'ancien observatoire. 
La plus grande partie de l'axe de l'union est formée par Unioninkatu, longue d'un kilomètre et demi, dont le parcours va de l'église allemande à jusqu'au pont Pitkäsilta. La partie nord de l'axe est formée par Siltasaarenkatu, qui mesure moins d'un kilomètre de long, et qui s'étend de Pitkäsilta jusqu'à l'église du Kallio.
La partie la plus méridionale de l'axe de l'union est située dans le quartirr d'Ullanlinna. Le tronçon entre la rue Kopernikuksentie et Etelä-Esplanadi est situé dans le quartier Kaartinkaupunki, et au nord du pont Pitkällesilta, l'axe de l'union forme la limite entre Kluuvi et Kruununhaka. 
Au nord de Pitkänsilla, l'axe de l'union est entièrement situé dans le quartier de Kallio.

## Lieux et monuments
Les trois principaux marchés d'Helsinki se trouvent le long de l'axe de l'union : la place du Marché et la place du Sénat à Kruununhaka et la place du marché de Hakaniemi.
Parmi les statues érigées le long de l'axe de l'union citons : Havis Amanda, et Äidinrakkaus dans le Parc du poulain.
L'axe compte de nombreux bâtiments:
| Bâtiment                    | Image | Architecte                                              | Const.    |
| Ancien observatoire         |       | Friedrich Wilhelm Argelander Carl Ludvig Engel          | 1834      |
| Église allemande            |       | Harald von Bosse Carl Johan von Heideken Josef Stenbäck | 1864      |
| Cathédrale luthérienne      |       | Carl Ludwig Engel Ernst Bernhard Lohrmann               | 1830-1852 |
| Église de la Sainte-Trinité |       | Carl Ludvig Engel                                       | 1826      |
| Lycée normal suédois        |       | Axel Hampus Dalström                                    | 1880      |
| Metsätalo                   |       | Jussi Paatela                                           | 1939      |
| Ympyrätalo                  |       | Kaija Siren Heikki Siren                                | 1968      |
| Arenan talo                 |       | Lars Sonck                                              | 1929      |
| Église du Kallio            |       | Lars Sonck                                              | 1912      |

## Galerie

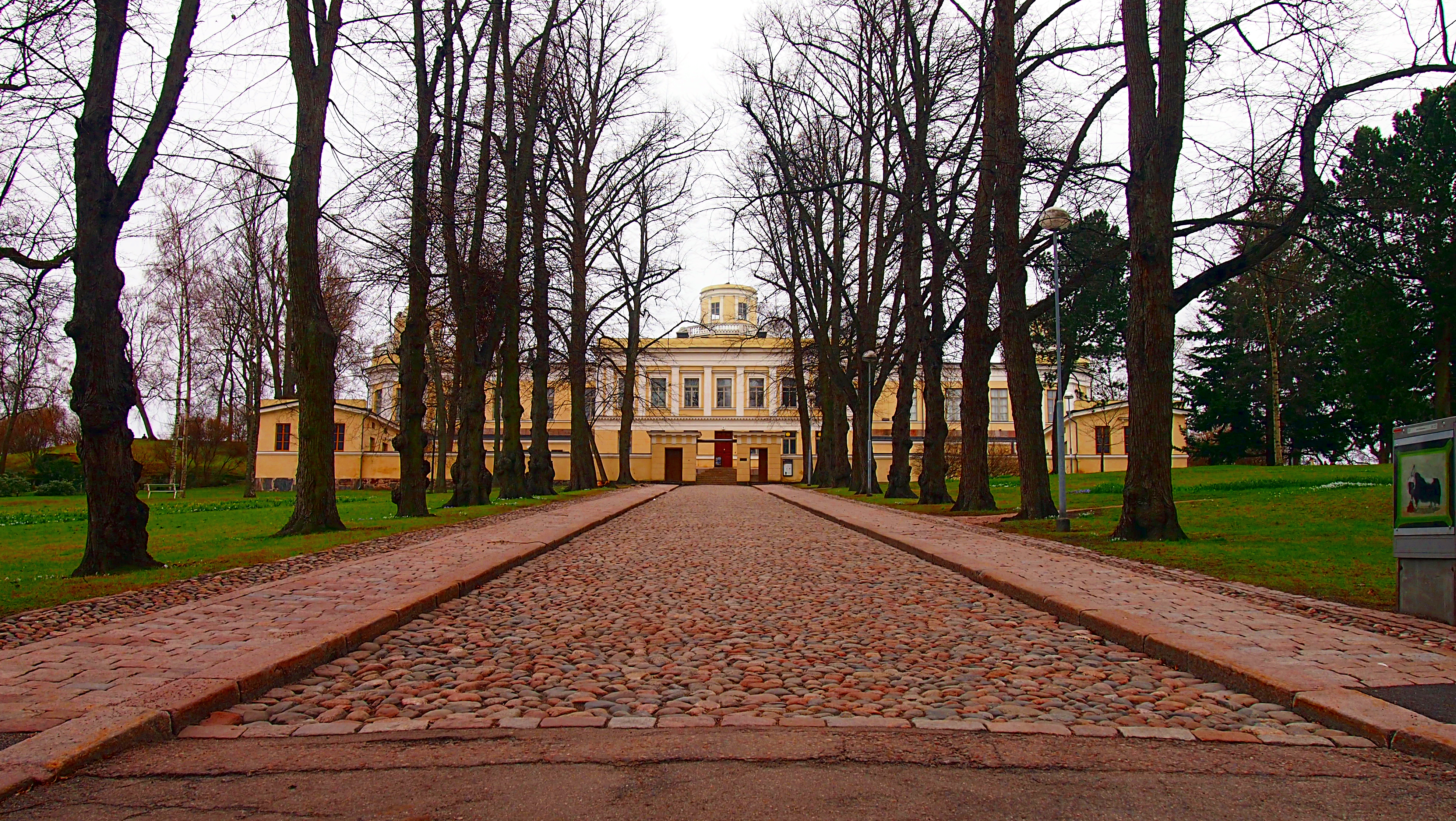
Ancien observatoire[3].
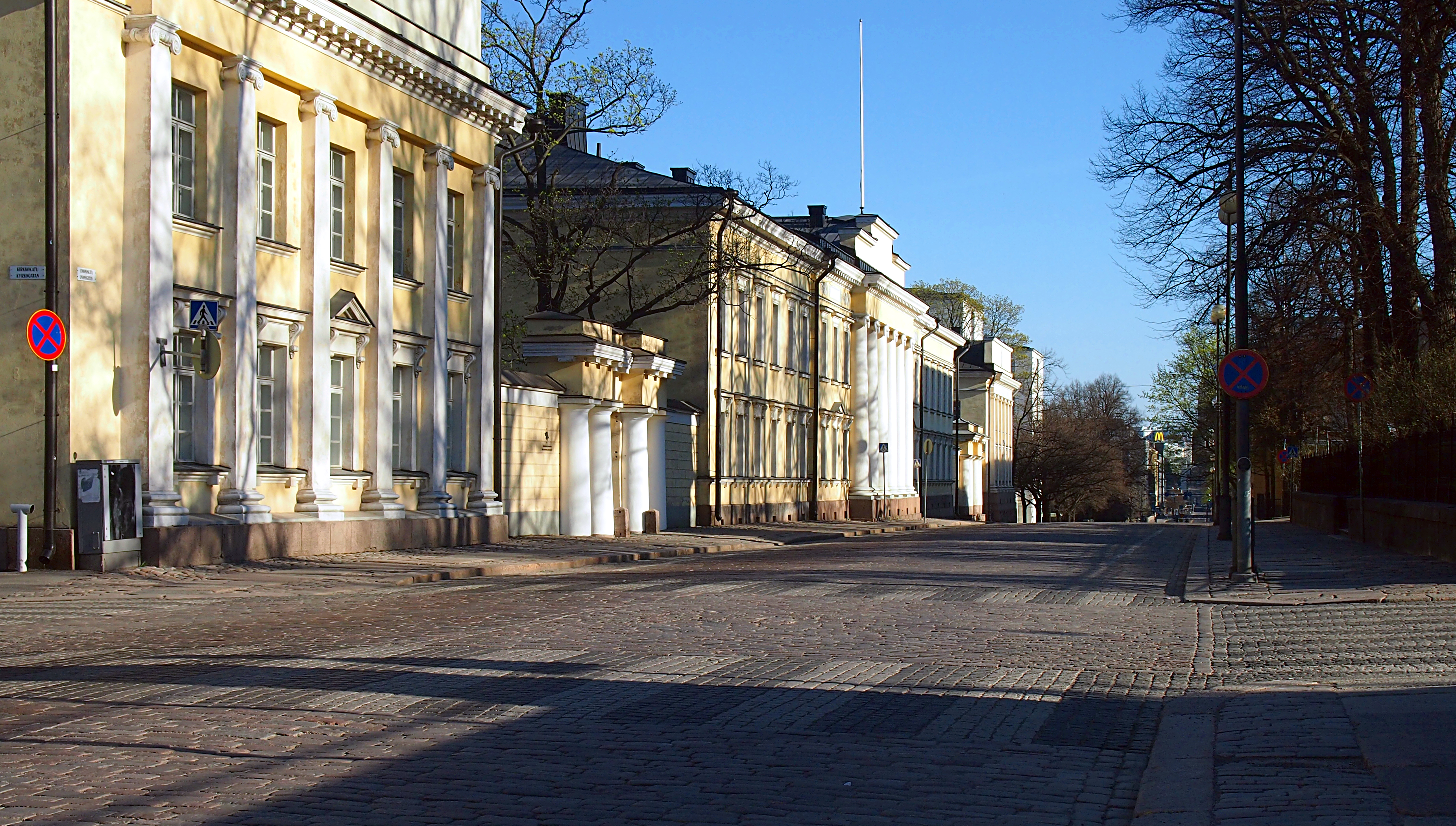
L'axe de l'Union passe par le centre de style Empire d'Helsinki.
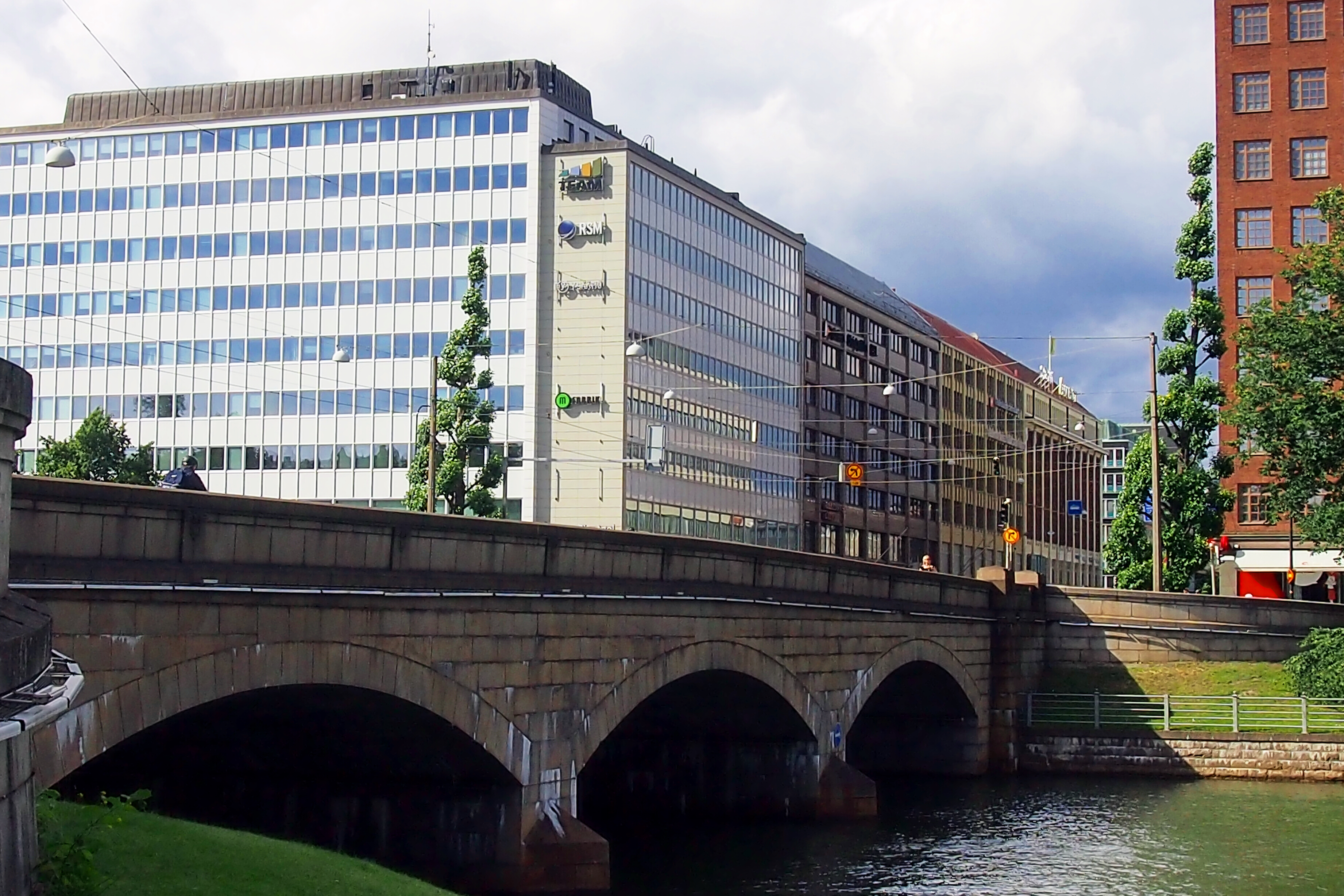
Pitkäsilta relie Unioninkatu et Siltasaarenkatu.
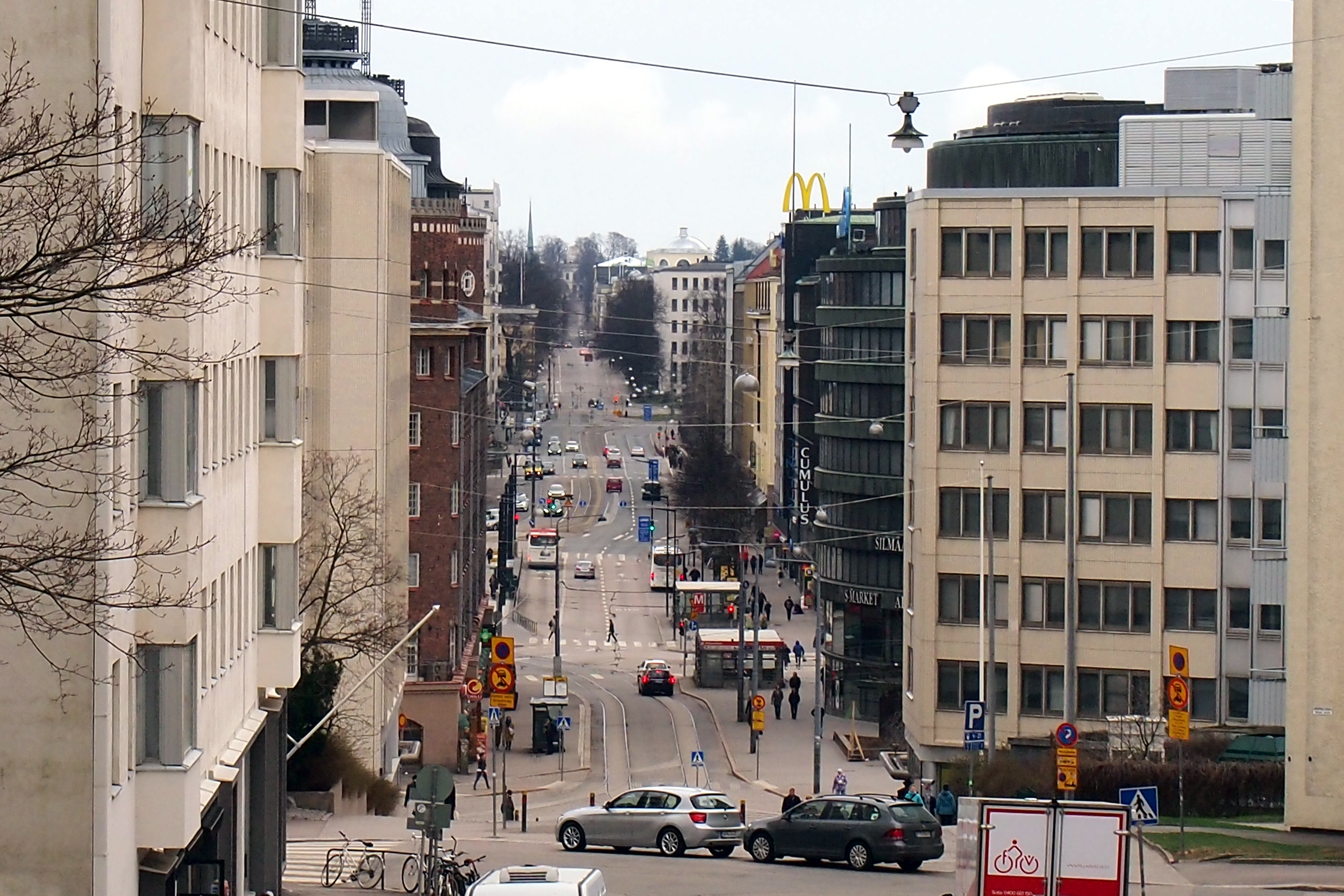
L'axe finit à l'église du Kallio.
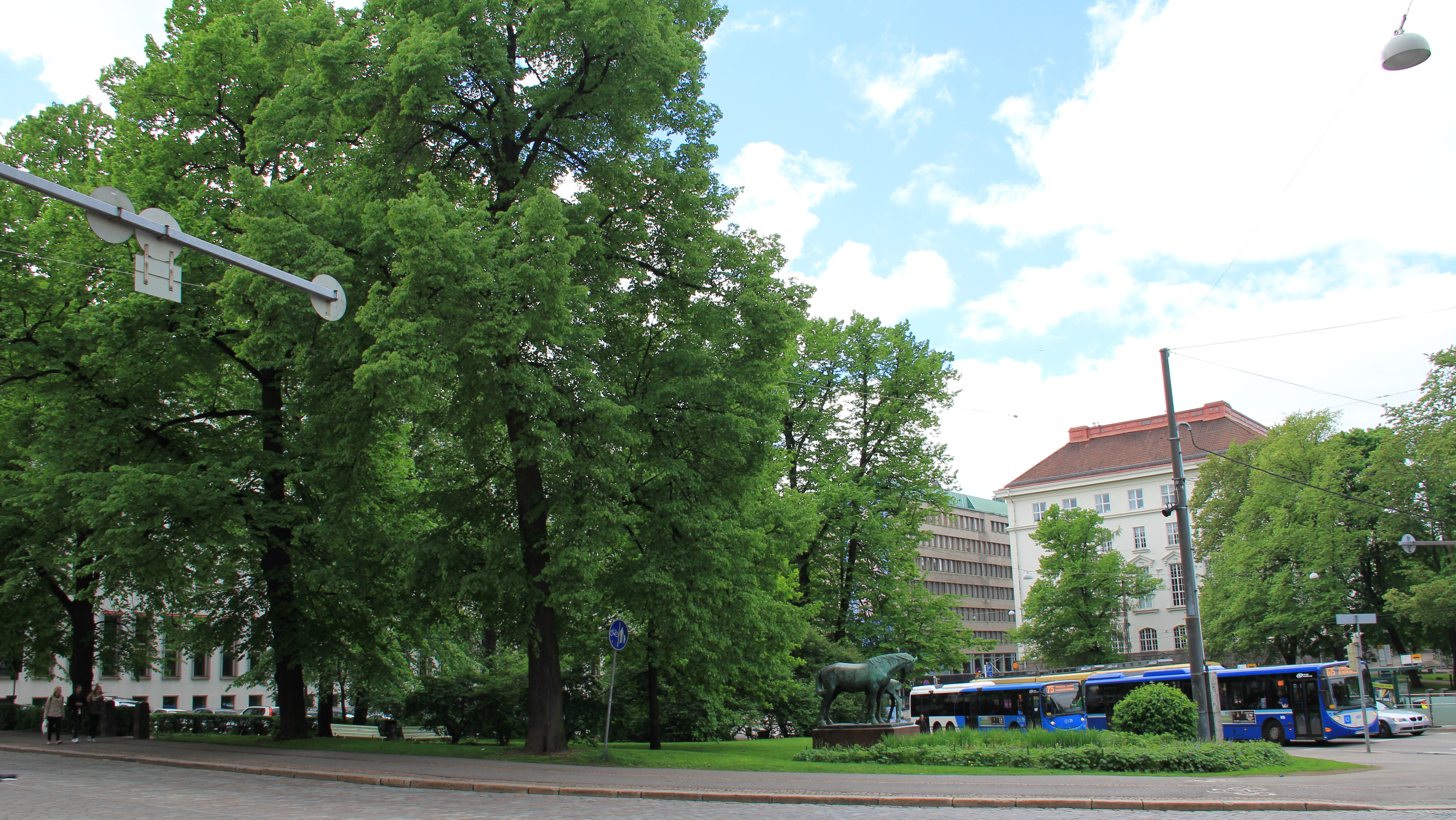
Le parc du poulain.
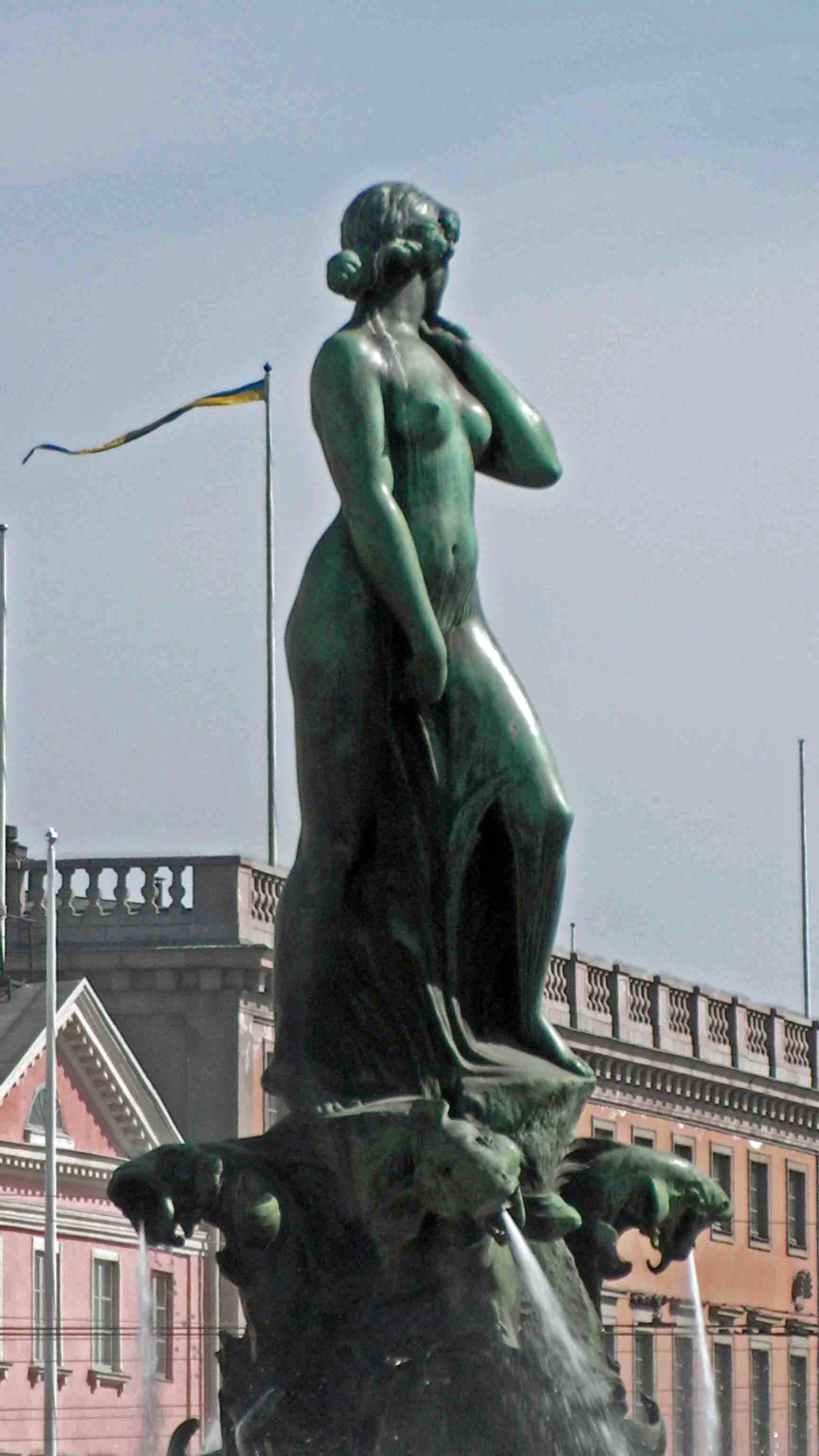
Havis Amanda.
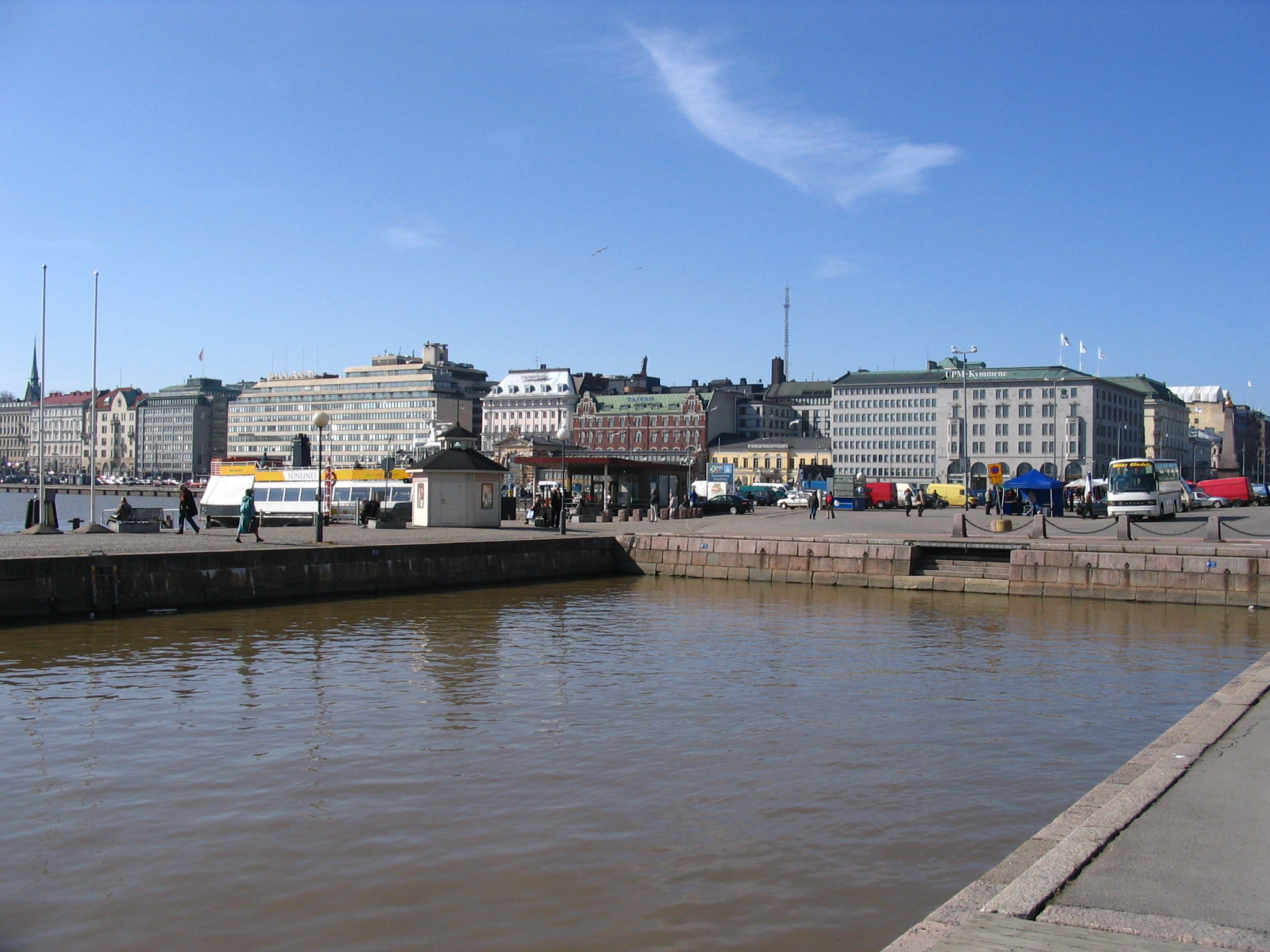
place du Marché